# Білл Брандт
Білл Брандт (при народженні Герман Вільгельм Брандт; 2 травня 1904 — 20 грудня 1983) — відомий британський фотограф. Народився в Лондоні, син батьків російського походження. Дитинство минуло в Німеччині. У 1929 році поїхав на навчання до Парижа. Брандт тісно співпрацював з сюрреалістом Ман Рей у своїй студії. Згодом почав інтенсивно експериментувати, під впливом сюрреалістичної роботи Рея і його оточення.
Після роботи позаштатним фотографом для журналу «Paris» у 1930 році Брандт повернувся до Англії, де фотографував для таких журналів, як «Lilliput», «Harper's Bazaar» та «News Chronicle». Фотографував життя середнього і верхнього класів до і під час Другої світової війни, публікуючи такі твори, як «Британський дім» (1936), «ніч у Лондоні» (1938) і «Палата у Лондоні» (1948). Його фотожурналістика того періоду поєднувала простоту репортажної фотографії з натяком на непростоту і сюрреалізм.
Брандт втратив інтерес до репортажу з закінченням Другої світової війни, коли експресіонізм і сюрреалізм стали все більш помітними. Часто працював над навами, використовуючи незвичайні персонажі і дивні ракурси. Важливою частиною його творчості були також відкриті портрети письменників і художників британських островів. Характерними для Брандта є фотографії з сильними контрастами, повністю позбавлені середніх тонів, часто зняті під дуже широким кутом. Вважається, що Брандт вважається одним з найбільших британських фотографів 20-го століття. Говорячи про свою роботу, Брандт сказав: «Фотографія все ще є дуже новим інструментом, і все в ній треба спробувати… У фотографії немає правил. Це не спорт. Що має значення, це ефект, а не спосіб його досягнення.»